# Marcin Witko

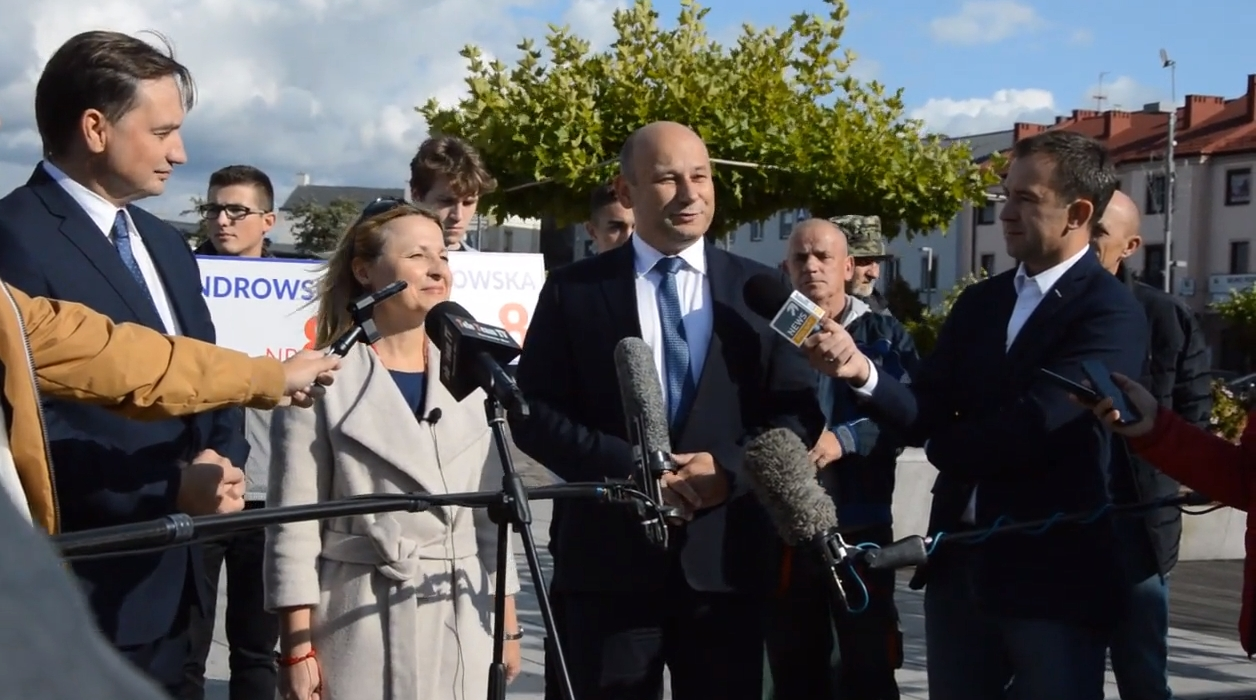
Prezydent Tomaszowa Mazowieckiego Marcin Witko podczas konferencji prasowej na placu Kościuszki. Obok minister sprawiedliwości Zbigniew Ziobro (2019)

Marcin Witko (ur. 23 lipca 1971 w Głownie) – polski polityk, nauczyciel i samorządowiec. Poseł na Sejm VII kadencji, od 2014 prezydent Tomaszowa Mazowieckiego.

## Życiorys

### Wykształcenie i praca zawodowa
Jest absolwentem Akademii Muzycznej w Łodzi. Następne ukończył podyplomowe studia z zakresu zarządzania w oświacie i dydaktyki przedsiębiorczości na Akademii Ekonomicznej w Katowicach. Po studiach był nauczycielem i instruktorem artystycznym w placówkach oświatowo-kulturalnych.

### Działalność polityczna
Początkowo był związany z Polskim Stronnictwem Ludowym, kandydował w 2002 z listy tej partii do rady powiatu. Współpracował wówczas z Januszem Wojciechowskim jako jego asystent parlamentarny i dyrektor biura poselskiego. Po odejściu z PSL działał od 2006 w Stronnictwie „Piast”, a następnie przystąpił do Prawa i Sprawiedliwości. W 2006 uzyskał mandat radnego powiatu tomaszowskiego. W 2010 został wybrany do rady miejskiej w Tomaszowie Mazowieckim. Ubiegał się wówczas także na urząd prezydenta tego miasta, przegrywając w drugiej turze z Rafałem Zagozdonem.
W 2011 kandydował w wyborach parlamentarnych z 6. miejsca na liście komitetu wyborczego Prawa i Sprawiedliwości w okręgu wyborczym nr 10, uzyskując mandat poselski.
W wyborach samorządowych w 2014 został wybrany na urząd prezydenta Tomaszowa Mazowieckiego. W drugiej turze konkurował z Agnieszką Łuczak, wieloletnią redaktor jedynej wydawanej w mieście gazety, „Tomaszowskiego Informatora Tygodniowego”. Pokonał ją stosunkiem głosów 53,66% do 46,34%. W 2015 został członkiem Narodowej Rady Rozwoju powołanej przez prezydenta Andrzeja Dudę.
W wyborach w 2018 z powodzeniem ubiegał się o reelekcję, wygrywając już w pierwszej turze z wynikiem 65,51% głosów. Pokonał Barbarę Klatkę z Koalicji Obywatelskiej i Sylwestra Kucharskiego z lokalnego komitetu. W 2024 również został wybrany w pierwszej turze (otrzymał 55,53% głosów).
W 2021 objął także funkcję wiceprzewodniczącego rady nadzorczej w spółce samorządowej „Chełmski Park Wodny i Targowiska Miejskie” w Chełmie.

## Odznaczenia
W 2017 został odznaczony przez prezydenta Andrzeja Dudę Krzyżem Kawalerskim Orderu Odrodzenia Polski.

## Życie prywatne
Jest żonaty, ma dwie córki.